# Palacinta
La palacinka (dal latino placenta, ovvero "focaccia", entrato nella lingua italiana tramite l'ungherese placsinta, a sua volta derivante dal rumeno plăcintă) è una specialità culinaria sviluppatasi dai tempi dell'Impero romano e conservatasi in particolare in Europa centro-orientale. La sua composizione è a base di farina, uova, latte e zucchero. Si servono arrotolate o ripiegate con ripieni di marmellate e confetture o Nutella e cioccolata, spolverate di zucchero a velo, cacao, cannella o guarnite con panna montata, fragole o frutti di bosco .

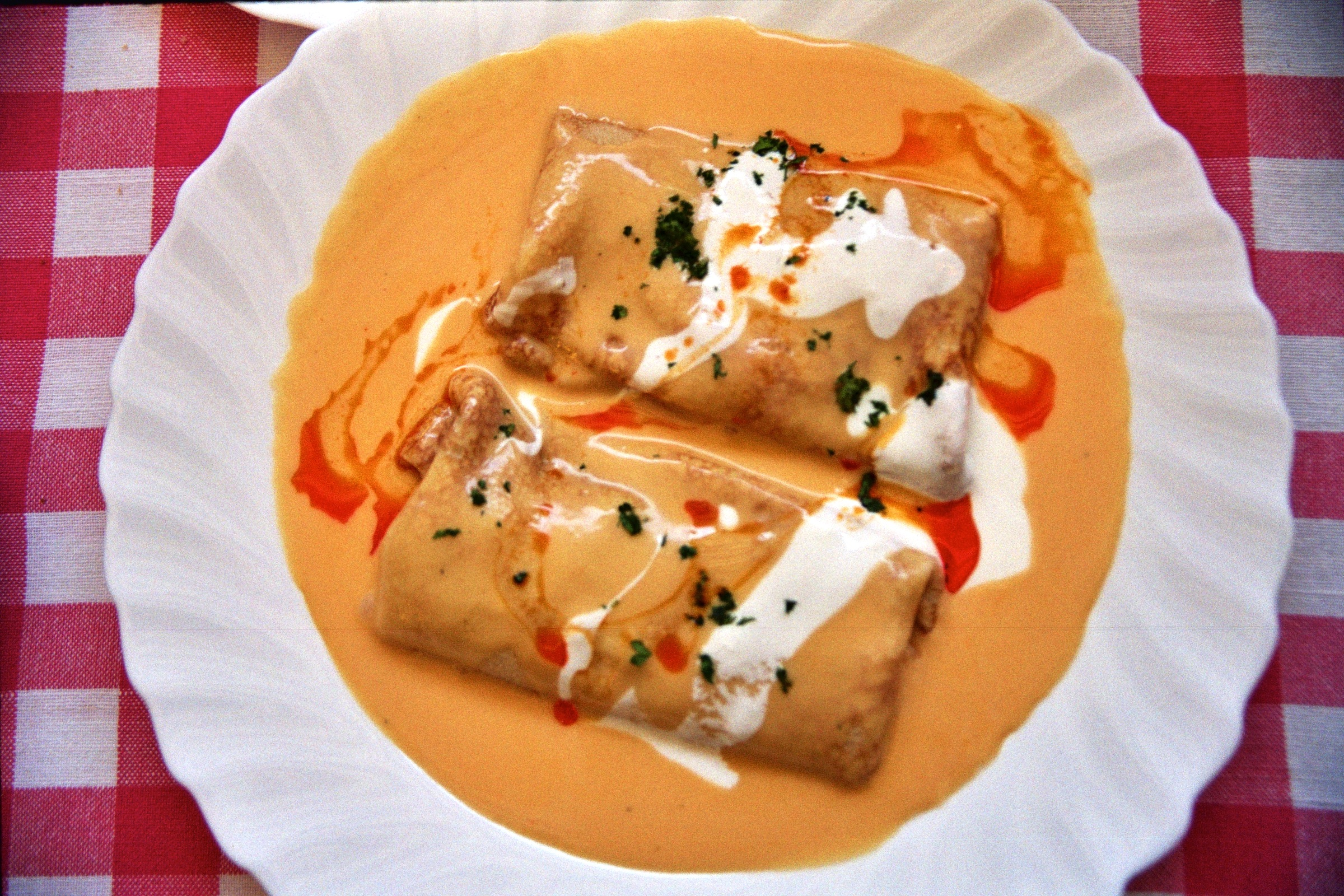
Hortobágyi Palacsinta

Il dolce è particolarmente diffuso in Bosnia ed Erzegovina, Bulgaria, Slovenia, Croazia, Serbia e Repubblica ceca col nome di Palačinka, in Austria come Palatschinke, in Romania come Clătită o Plăcintă, in Slovacchia come Palacinka e in Ungheria come Palacsinta (da cui deriva il prestito in italiano, poi adattato secondo l'ortografia). In Italia è tipico della provincia di Trieste e delle zone al confine con la Slovenia delle province di Gorizia, dove prende il nome di "palačinka" o "palacinca".
Essa deriva dalla "placenta" latina, dolce in uso presso le truppe dell'Impero Romano.
In Ungheria esiste un'ampia varietà di palacinta, le più classiche sono quelle farcite con marmellata, cioccolata e altri ingredienti dolci. La palacinta viene infatti considerata un dessert o uno spuntino.

## Varianti
- Gundel palacsinta: ideata dal cuoco ungherese Károly Gundel, è preparata con noci, uva passa, scorza d'arancia candita, cannella e rum, servita flambé in una salsa fatta di cioccolato fondente, panna e cacao.[5]
- Túrós palacsinta: con ricotta, pur essendo classificabile come dolce ha un gusto particolare: anch'essa è molto diffusa in Ungheria.[6]

Esistono anche le versioni salate, la più conosciuta è la Hortobágyi palacsinta. In questo caso la palacsinta diventa un secondo piatto e viene riempita con carne macinata ed una salsa a base di paprica e servita con un contorno, in genere patate o riso e verdure.